# Radiotelevisiun Svizra Rumantscha
 (septembre 2016).
Si vous disposez d'ouvrages ou d'articles de référence ou si vous connaissez des sites web de qualité traitant du thème abordé ici, merci de compléter l'article en donnant les références utiles à sa vérifiabilité et en les liant à la section « Notes et références ».
La Radiotelevisiun Svizra Rumantscha (RTR ; litt. « radiotélévision suisse romanche ») est une unité d'entreprise du groupe audiovisuel public suisse SRG SSR chargée de la production et de la diffusion de programmes de radio et de télévision en romanche pour la Suisse romanche (canton des Grisons).

## Histoire de la RTR
Le 17 janvier 1925 est diffusée la première émission de radio en romanche sous la responsabilité de Felix Huonder. Les émissions régulières débutent en 1943. Radio Rumantsch est créée en 1954 lorsque commencent ses premières émissions de radio pour le canton des Grisons. 
Les premières émissions de télévision en romanche commencent le 17 février 1963 avec Il Balcun Tort pour célébrer le 25e anniversaire du vote faisant du romanche la quatrième langue nationale suisse. À partir de 1972, TV DRS accorde une large place aux émissions en romanche. Les programmes réguliers s'installent ensuite en 1975 avec la naissance de la Televisiun Rumantscha qui produit le journal télévisé quotidien en romanche Telesguard diffusé sur TV DRS puis l'émission Cuntrasts.
Dans la ligne directe de la réorganisation de la SSR, Radio Rumantsch devient une unité d'entreprise autonome en 1991, rejointe en 1995 par la Televisiun Rumantscha qui ne dépend plus de Schweizer Fernsehen DRS. La nouvelle unité d'entreprise, baptisée Radio e Televisiun Rumantscha, comprend désormais la radio et la télévision.

## Organisation

### Direction
Directrice :
- Ladina Heimgartner

Rédacteur en chef :
- Gian Ramming

### Siège

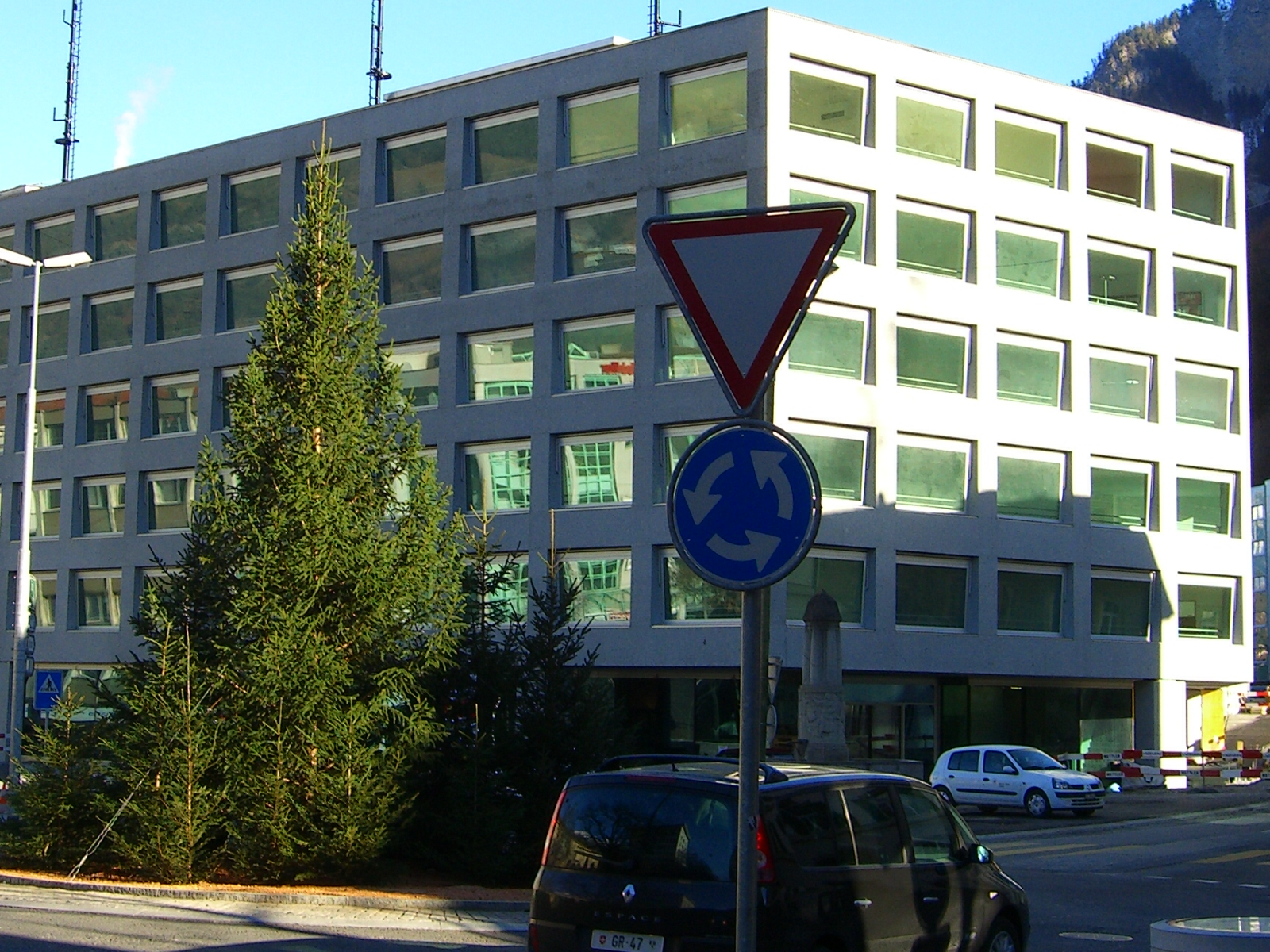
Siège de la RTR à Coire

Le siège administratif de la RTR est situé à Coire. Elle possède également des bureaux à Surses, Ilanz/Glion, Scuol, Val Müstair, Samedan et Berne.

### Capital
La RTR est une unité d'entreprise à 100 % du groupe audiovisuel public suisse SRG SSR idée suisse dont le siège est à Berne. Les ressources du groupe proviennent de la redevance et de la publicité.

## Activités

### Radio
La RTR produit et diffuse un programme de radio en romanche pour la Suisse romanche.
- Radio RTR

### Télévision
La Televisiun Rumantscha est le secteur de la RTR chargé de la production de programmes de télévision romanche pour la Suisse rhéto-romane. Elle produit 90 minutes de télévision par semaine. 
Sous-titrées en allemand, les émissions de la Televisiun Rumantscha sont diffusées sur tout le territoire, par la première chaîne de Schweizer Radio und Fernsehen, SRF1. Quelques-unes d'entre elles sont également reprises depuis 1997 en Suisse romande sur RTS Deux et en Suisse italienne sur RSI La 2 à des horaires moins abordables. Ces émissions sont l'occasion pour l'ensemble de la population suisse de rencontrer, à intervalles réguliers, la plus petite minorité du pays (sous-titrage, page 777 du télétexte). Plusieurs films de la Televisiun Rumantscha ont été primés en Suisse et à l'étranger, preuve que l'on s'intéresse à la minorité grisonne par-delà les frontières du canton.

#### Émissions de télévision
- Telesguard : rendez-vous d'information quotidien sur les Grisons et la Rumantschia diffusé du lundi au vendredi à 17 h 40 sur SRF1 (avec une reprise entre 18 h et 19h00 et à 21 h 50 sur SRF Info, aussi dans la nuit et le lendemain matin sur RSI).
- Cuntrasts : magazine diffusé le dimanche à 17 h 25 sur SRF 1 qui met l'accent sur les couleurs et diversités du canton des Grisons (rediffusé sur SRF Info, le dimanche matin sur RTS 1 à 7 h, et 7 h 35 sur RSI La 1).
- Controvers : magazine politique diffusé plusieurs fois par an et qui propose des débats sur l'actualité politique des Grisons et de Suisse.
- In Pled sin via (Wort zum Sonntag) : diffusé quatre fois par an.
- Minisguard : journal pour les enfants diffusé le samedi à 17 h 40 sur SRF1.

## Logos

Logo de la RTR jusqu'au 31 décembre 2010.
Logo de la RTR depuis le 1er janvier 2011.